# Shota Kaneko
Shota Kaneko (金子 翔太 Kaneko Shota?), född 2 maj 1995 i Shizuoka prefektur, är en japansk fotbollsspelare.
Kaneko började sin karriär 2014 i Shimizu S-Pulse. 2015 blev han utlånad till Tochigi SC. Han gick tillbaka till Shimizu S-Pulse 2016.